# Prueba de Quellung
La prueba de Quellung (vocablo alemán que significa hinchazón) es una reacción bioquímica en la que se usan anticuerpos polivalentes para que se unan a la cápsula de algunas bacterias, como por ejemplo Streptococcus pneumoniae, Neisseria meningitidis, Haemophilus influenzae y Klebsiella pneumoniae. En el caso de Streptococcus pneumoniae, la primera reacción de aglutinación fue descrita en 1902 por el científico Fred Neufeld. Esta prueba permite identificar noventa serotipos capsulares.